# Karabin KSWK
KSWK (ros. КСВК) – rosyjski wielkokalibrowy karabin wyborowy skonstruowany pod koniec lat 90. Oparty na konstrukcji eksperymentalnego SWN-98 w Zakładach im. Diegtariowa w Kowrowie. W niewielkich ilościach używany przez rosyjskie jednostki specjalne, także bojowo w Czeczenii jako broń antysnajperska.
KSWK tak jak SWN-98 jest bronią powtarzalną z zamkiem suwliwym zbudowaną w układzie bullpup. Zasadniczą różnicą jest inne urządzenie wylotowe, dłuższe, pełniące funkcję tłumika płomieni i częściowo tłumika dźwięku. Ponadto zastosowano inne mechaniczne przyrządy celownicze.
Na KSWK oparto docelowy karabin ACWK, różniący się konstrukcją urządzenia wylotowego.